# Copa LEN de waterpolo femenino
La Copa LEN de waterpolo femenino es la segunda competición europea para clubs femeninos de waterpolo. Es un torneo organizado por la Liga Europea de Natación (LEN).

## Historial[1]
| Temporada | Ganador               | Finalista             |
| --------- | --------------------- | --------------------- |
| 1999/00   | GIFA Palermo          | NO Vouliagmeni        |
| 2000/01   | Skif MFP Moscú        | Dunaújvarós           |
| 2001/02   | GIFA Palermo          | Skif MFP Moscú        |
| 2002/03   | NO Vouliagmeni        | Skif MFP Moscú        |
| 2003/04   | Ortigia Siracusa      | Uralochka Zlatoust    |
| 2004/05   | Ortigia Siracusa      | NO Vouliagmeni        |
| 2005/06   | Budapest Honvéd SE    | ANO Glyfada           |
| 2006/07   | Racing Roma           | ZWV Nereus            |
| 2007/08   | Racing Roma           | Olympiakos S.F. Pireo |
| 2008/09   | Shturm                | Dunaújvarós           |
| 2009/10   | Ethnikos Pireo        | WC Yugra              |
| 2010/11   | Rapallo Pallanuoto    | Het Ravijn Nijverdal  |
| 2011/12   | RN Imperia            | WC Yugra              |
| 2012/13   | Shturm                | Skif MFP Moscú        |
| 2013/14   | Olympiakos S.F. Pireo | Firenze Waterpolo     |
| 2014/15   | RN Imperia            | CS Plebiscito Padova  |
| 2015/16   | Centre Natació Mataró | NO Vouliagmeni        |
| 2016/17   | UVSE Budapest         | CS Plebiscito Padova  |
| 2017/18   | Dunaújvarós           | Olympiakos S.F. Pireo |
| 2018/19   | Ekipe Orizzonte       | UVSE Budapest         |
| 2020/21   | Kinef Kirishi         | Centre Natació Mataró |
| 2021/22   | Ethnicos Pireo        | Dunaújvárosi FVE      |
| 2022/23   | UVSE Budapest         | FTC Telekom Budapest  |
| 2023/24   | CS Plebiscito Padova  | Pallanuoto Trieste    |
| 2024/25   | ZWV Nereus            | Pallanuoto Trieste    |